# کریم‌آباد (میانه)
کریم‌آباد یکی از روستاهای استان آذربایجان شرقی است که در دهستان کله‌بوز غربی بخش مرکزی شهرستان میانه واقع شده‌است.